# هروب دوغلاس ماك آرثر من الفلبين

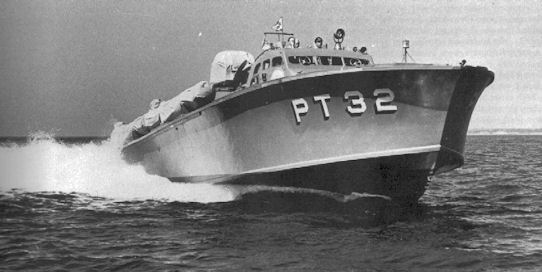
قارب طوربيد بمحرك المستخدم في هروب دوغلاس ماك آرثر من الفلبين

هروب دوغلاس ماك آرثر من الفلبين: في 11 مارس 1942م، في الحرب العالمية الثانية، غادر الجنرال دوغلاس ماك آرثر وأفراد من عائلته وموظفيه وقواته جزيرة كوريجيدور الفلبينية التي كانت محاطة باليابانيين. سافروا في قوارب بي تي في البحار العاصفة التي تجوبها السفن الحربية اليابانية، ووصلوا إلى ميندانوا بعد يومين. من هناك، طار ماك آرثر ومجموعته إلى أُستراليا في زوج من طائرات بوينغ بي 17، ووصلوا إلى ملبورن بالقطار في 21 مارس، وفي أُستراليا، ألقى خطابًا أعلن فيه «جئتُ وسأعود».
كان ماك آرثر ضابطًا معروفًا ذا خبرة وله سجل متميز في الحرب العالمية الأولى، وقد تقاعد من جيش الولايات المتحدة في 1937، وأصبح مستشارًا دفاعيًا للحكومة الفلبينية. استدعاه جيش الولايات المتحدة للخدمة الفعلية في يوليو 1941، قبل بضعة أشهر من اندلاع حرب المحيط الهادي بين الولايات المتحدة وإمبراطورية اليابان، ليصح قائدًا لقوات جيش الولايات المتحدة في الشرق الأقصى، ثم وحد الجيش الفلبيني والجيش الأمريكي تحت قيادة واحدة.
في مارس 1942، أجبر الغزو الياباني للفلبين ماك آرثر على سحب قواته في لوزون إلى باتان، بينما انتقل مقره وعائلته إلى كوريجيدور. وقد استحوذ الدفاع الهالك عن باتان على مخيلة الرأي العام الأمريكي، وكانت الأخبار سيئة من جميع الجبهات، وأصبح ماك آرثر رمزًا حيًا لمقاومة الحلفاء لليابانيين.
خوفًا من سقوط كوريجيدور الوشيك وأسر ماك آرثر، أمر الرئيس فرانكلين روزفلت ماك آرثر بالذهاب إلى أستراليا، ووفر له غواصة، ولكن ماك آرثر اختار لاختراق الحصار الياباني في قوارب بي تي تحت قيادة الملازم جون د. بولكلي، وأصبح طاقم ماك آرثر معروفًا باسم «عصابة باتان».

## خلفية
كان دوغلاس ماك آرثر ضابطًا معروفًا ذا خبرة، وهو ابن الملازم الجنرال آرثر ماك آرثر الابن، الذي حصل على وسام الشرف لخدمته في الحرب المدنية الأمريكية. تخرج ماك آرثر في قمة صف الأكاديمية العسكرية للولايات المتحدة في 1903، وكان مساعد معسكر لابيه من 1905 إلى 1906، وللرئيس ثيودور روزفلت من 1906 إلى 1907، وفي الحرب العالمية الأولى قاد اللواء 84 من الفرقة 84 في القتال على الجبهة الغربية.
بعد الحرب عمل قائدًا للأكاديمية العسكرية الأمريكية ورئيس أركان جيش الولايات المتحدة، وتقاعد من جيش الولايات المتحدة في 1937، وأصبح مشيرًا ميدانيًا في الجيش الفلبيني.

كان ماك آرثر يقدم المشورة للحكومة الفلبينية في المسائل الدفاعية، وإعداد قوات الدفاع الفلبينية عندما أصبحت الفلبين مستقلة، وهو ما كان مقررًا أن يكون في 1946.
نشأ الجيش الفلبيني، الذي تدرب على يد الفلبينيين مع عدد من المستشارين الامريكيين، بالتجنيد الإلزامي، مع فئتين من 20,000 رجل يتدربون كل عام، ابتداءً من 1937. إضافةً إلى ذلك، كانت حامية الجيش الأمريكي العادية نحو 10,000، نصفهم فلبينيون يخدمون في الجيش الأمريكي المعروف بالكشافة الفلبينية. عندما استُدعِي ماك آرثر من التقاعد في تموز 1941 ليصبح قائدًا لقوات جيش الولايات المتحدة في الشرق الأقصى في سن 61 عامًا، وحّد جيشي الفلبين والولايات المتحدة بقيادة واحدة.
في تجهيز الجيش الفلبيني للحرب، واجهت ماك آرثر مهمة هائلة. في زيارة للولايات المتحدة في 1937، فقد ضغط ماك آرثر على وزارة البحرية لتطوير قوارب بي تي (قوارب صغيرة وسريعة مسلحة بالطوربيدات)، إذ يُعتقد أن جغرافية الفلبين -بمياهها الضحلة وكثير من الخلجان الصغيرة- مناسبة لها. اشترت البحرية الفلبينية ثلاثة زوارق تعرف باسم «كيو»، بعد الرئيس مانويل كيزون. في أغسطس 1941، أنشأت البحرية الأمريكية سرب زوارق الطوربيد الثالث، بقيادة الملازم جون د. بولكلي. كان سربًا قوامه نصف قوة، مع ستة قوارب بي تي فقط بدلًا من اثني عشر عادةً، وكانت مرقمة (من 31 إلى 35) و(41)، ووصلت إلى مانيلا في أيلول 1941. كان من المفترض أن أسطولًا يضم زوارق بي تي أكثر، سيكون مطلوبًا للدفاع الناجح للفلبين.